# Regina Schüttenhelm
Regina Felicitas Schüttenhelm (* 9. Juli 1964 in Siegen) ist eine ehemalige deutsche Judoka, die 1992 Olympiafünfte war.

## Sportliche Karriere
Die 1,74 m große Regina Schüttenhelm kämpfte ab 1985 im Halbschwergewicht, der Gewichtsklasse bis 72 Kilogramm. 1987 belegte sie mit der deutschen Mannschaft den dritten Platz bei den Team-Europameisterschaften. 1988 gewann sie die World Masters in Rüsselsheim, 1990 siegte sie bei den German Open in Berlin. Im Dezember 1990 wurde sie in Brüssel Weltmeisterin der Studierenden. 1991 und 1992 siegte sie bei den deutschen Meisterschaften. Bei der olympischen Premiere des Frauenjudo 1992 in Barcelona bezwang sie im Achtelfinale die Kubanerin Niurka Moreno, im Viertelfinale unterlag sie der Britin Josie Horton. In der Hoffnungsrunde besiegte Schüttenhelm Sandra Bacher aus den Vereinigten Staaten und die Polin Katarzyna Juszczak. Im Kampf um eine Bronzemedaille unterlag sie der Niederländerin Irene de Kok nach 3:06 Minuten. 1993 gewann sie nach 1987 und 1991 zum dritten Mal mit der deutschen Mannschaft Bronze bei den Team-Europameisterschaften.
Regina Schüttenhelm startete für den TSV Bayer 04 Leverkusen. 1989, 1990 und 1991 gewann sie mit der Leverkusener Mannschaft die deutsche Meisterschaft.